# Danh sách nhà ga thuộc tuyến đường sắt Thống Nhất

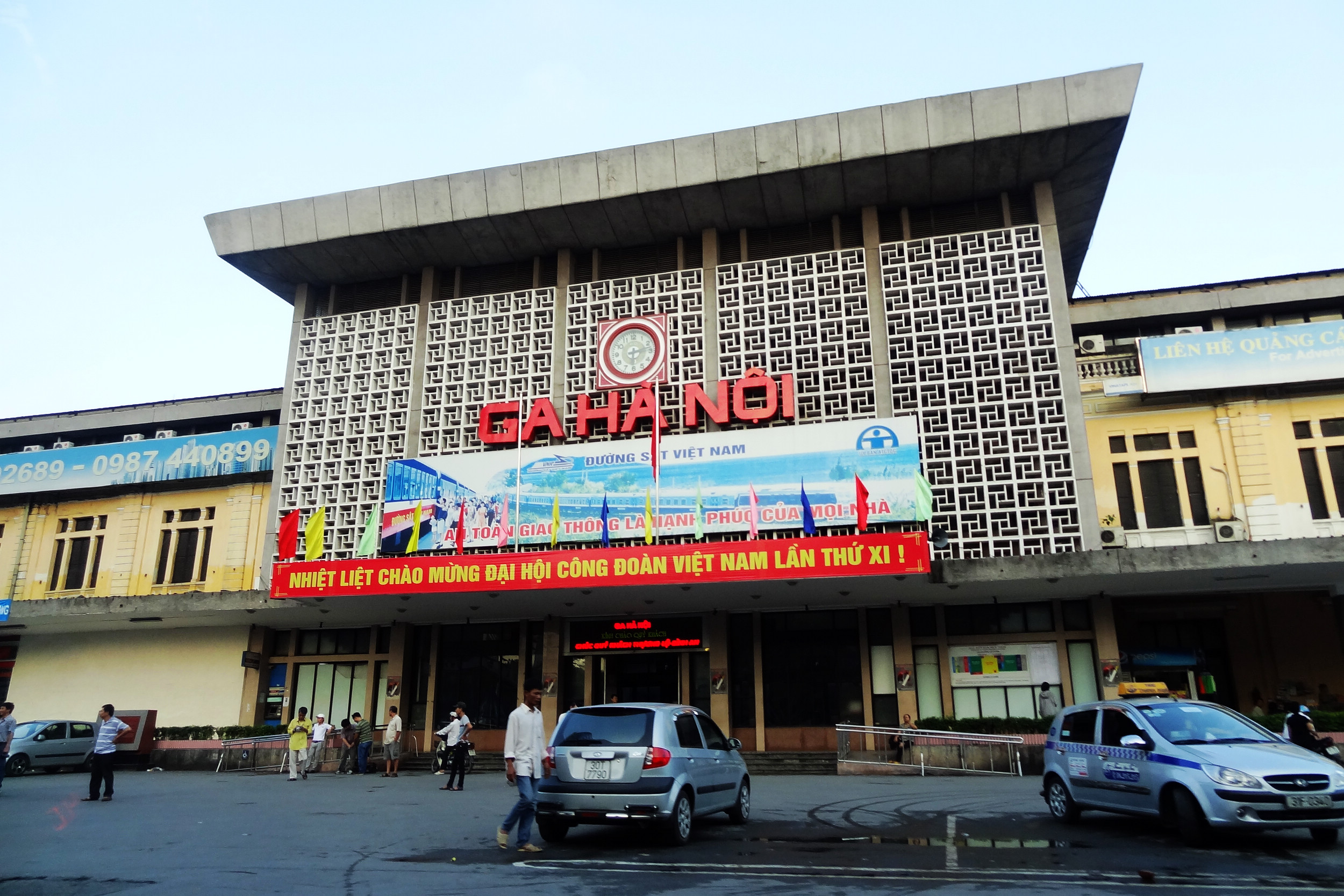
Ga Hà Nội, điểm đầu của đường sắt Bắc Nam

Dưới đây là danh sách các nhà ga thuộc tuyến đường sắt Thống Nhất (Bắc – Nam):

## Từ Hà Nội đến Ninh Bình
| Ga          | Cây số  | Địa chỉ | Ghi chú |
| ----------- | ------- | --- | --- |
| Hà Nội      | 0       | Ga A: Số 120, đường Lê Duẩn, phường Văn Miếu – Quốc Tử Giám, Hà Nội Ga B: Số 1, phố Trần Quý Cáp, phường Văn Miếu – Quốc Tử Giám, Hà Nội | Bắt đầu tuyến đường sắt Bắc – Nam và là điểm đầu của các tuyến đường sắt đi các tỉnh thành phía Bắc. Tên cũ là Ga Hàng Cỏ. |
| Giáp Bát    | 5,18    | Số 366, đường Giải Phóng, phường Định Công, Hà Nội                                                                                       | Ga hàng hóa trọng điểm phía Bắc.                                                                                           |
| Văn Điển    | 8,93    | Xã Thanh Trì, Hà Nội | Ga hàng hóa. Bắt đầu tuyến đường sắt Bắc Hồng – Văn Điển.                                                                  |
| Thường Tín  | 17,4    | Xã Thường Tín, Hà Nội | |
| Chợ Tía     | 25,5    | Xã Phú Xuyên, Hà Nội | |
| Phú Xuyên   | 33,34   | Xã Phú Xuyên, Hà Nội | |
| Đồng Văn    | 44,67   | Phường Đồng Văn, Ninh Bình | |
| Phủ Lý      | 55,86   | Phường Phủ Lý, Ninh Bình | |
| Bình Lục    | 66,54   | Xã Bình Mỹ, Ninh Bình | |
| Cầu Họ      | 72,91   | Phường Mỹ Lộc, Ninh Bình | |
| Đặng Xá     | 81      | Phường Mỹ Lộc, Ninh Bình | |
| Nam Định    | 86,76   | Số 1, đường Trần Đăng Ninh, phường Nam Định, Ninh Bình                                                                                   | |
| Trình Xuyên | 93,315  | Phường Trường Thi, Ninh Bình | |
| Núi Gôi     | 100,8   | Xã Vụ Bản, Ninh Bình | |
| Cát Đằng    | 107,62  | Xã Vạn Thắng, Ninh Bình | |
| Ninh Bình   | 115,775 | Đường Ngô Gia Tự, phường Hoa Lư, Ninh Bình                                                                                               | |

## Từ Ninh Bình đến Vinh
| Ga          | Cây số | Địa chỉ                                                      | Ghi chú                                                               |
| ----------- | ------ | ------------------------------------------------------------ | --------------------------------------------------------------------- |
| Cầu Yên     | 120,35 | Phường Nam Hoa Lư, Ninh Bình                                 |                                                                       |
| Ghềnh       | 125,04 | Phường Yên Thắng, Ninh Bình                                  |                                                                       |
| Đồng Giao   | 133,74 | Phường Trung Sơn, Ninh Bình                                  |                                                                       |
| Bỉm Sơn     | 141,5  | Đường Bà Triệu, phường Quang Trung, Thanh Hóa                |                                                                       |
| Đò Lèn      | 152,3  | Xã Hà Trung, Thanh Hóa                                       |                                                                       |
| Nghĩa Trang | 161    | Quốc lộ 1, xã Hoằng Phú, Thanh Hóa                           |                                                                       |
| Thanh Hóa   | 175,23 | Số 08/19, đường Dương Đình Nghệ, phường Hạc Thành, Thanh Hóa | Tác nghiệp thay ban máy.                                              |
| Yên Thái    | 187,47 | Xã Trung Chính, Thanh Hóa                                    |                                                                       |
| Minh Khôi   | 196,9  | Xã Nông Cống, Thanh Hóa                                      |                                                                       |
| Thị Long    | 207    | Xã Tượng Lĩnh, Thanh Hóa                                     |                                                                       |
| Văn Trai    | 219    | Phường Tĩnh Gia, Thanh Hóa                                   |                                                                       |
| Khoa Trường | 228,95 | Phường Trúc Lâm, Thanh Hóa                                   |                                                                       |
| Trường Lâm  | 237,79 | Xã Trường Lâm, Thanh Hóa                                     |                                                                       |
| Hoàng Mai   | 245,44 | Phường Hoàng Mai, Nghệ An                                    |                                                                       |
| Cầu Giát    | 260,96 | Xã Quỳnh Sơn, Nghệ An                                        | Bắt đầu tuyến đường sắt Cầu Giát – Nghĩa Đàn (nay đã dừng hoạt động). |
| Yên Lý      | 271,6  | Xã Hùng Châu, Nghệ An                                        |                                                                       |
| Chợ Sy      | 279    | Xã Đức Châu, Nghệ An                                         |                                                                       |
| Mỹ Lý       | 291,61 | Xã An Châu, Nghệ An                                          |                                                                       |
| Nghi Long   | 303,3  | Xã Trung Lộc, Nghệ An                                        | Đang xây dựng (sắp hoàn thành).                                       |
| Quán Hành   | 308,21 | Xã Nghi Lộc, Nghệ An                                         |                                                                       |
| Vinh        | 319,02 | Số 1, đường Lê Ninh, phường Vinh Hưng, Nghệ An               | Có tác nghiệp thay ban máy và có thể thay đầu máy đối với tàu hàng.   |

## Từ Vinh đến Đồng Hới
| Ga          | Cây số  | Địa chỉ                                   | Ghi chú                                                             |
| ----------- | ------- | ----------------------------------------- | ------------------------------------------------------------------- |
| Yên Xuân    | 329,95  | Xã Hưng Nguyên Nam, Nghệ An               |                                                                     |
| Yên Trung   | 340,13  | Xã Đức Thọ, Hà Tĩnh                       |                                                                     |
| Đức Lạc     | 344,75  | Xã [Đức Thọ, Hà Tĩnh                      |                                                                     |
| Yên Duệ     | 351,496 | Xã Thượng Đức, Hà Tĩnh                    |                                                                     |
| Hòa Duyệt   | 358     | Thôn Liên Hòa, xã Thượng Đức, Hà Tĩnh     |                                                                     |
| Thanh Luyện | 369,62  | Xã Hà Linh, Hà Tĩnh                       |                                                                     |
| Chu Lễ      | 380,62  | Thôn 1, xã Hương Phố, Hà Tĩnh             |                                                                     |
| Hương Phố   | 386,18  | Xã Hương Khê, Hà Tĩnh                     |                                                                     |
| Phúc Trạch  | 396,18  | Xã Phúc Trạch, Hà Tĩnh                    |                                                                     |
| La Khê      | 404,35  | Xã Tuyên Sơn, Quảng Trị                   |                                                                     |
| Tân Ấp      | 408,67  | Xã Tuyên Sơn, Quảng Trị                   | Từng có tuyến đường sắt Tân Ấp – Xóm Cục.                           |
| Đồng Chuối  | 414,93  | Xã Tuyên Sơn, Quảng Trị                   |                                                                     |
| Kim Lũ      | 425,95  | Xã Đồng Lê, Quảng Trị                     |                                                                     |
| Đồng Lê     | 436,33  | Xã Đồng Lê, Quảng Trị                     |                                                                     |
| Ngọc Lâm    | 449,57  | Thôn 3, xã Tuyên Phú, Quảng Trị           |                                                                     |
| Lạc Sơn     | 458,55  | Thôn Lạc Sơn, xã Tuyên Hóa, Quảng Trị     |                                                                     |
| Lệ Sơn      | 467,101 | Xã Tuyên Hóa, Quảng Trị                   |                                                                     |
| Minh Lệ     | 481,81  | Xã Nam Gianh, Quảng Trị                   |                                                                     |
| Ngân Sơn    | 488,82  | Thôn Phú Kinh, xã Bắc Trạch, Quảng Trị    |                                                                     |
| Thọ Lộc     | 498,7   | Xã Bố Trạch, Quảng Trị                    |                                                                     |
| Hoàn Lão    | 507,6   | Xã Hoàn Lão, Quảng Trị                    |                                                                     |
| Phúc Tự     | 510,7   | Thôn Phúc Tự Đông, xã Hoàn Lão, Quảng Trị |                                                                     |
| Đồng Hới    | 521,8   | Tiểu khu 4, phường Đồng Hới, Quảng Trị    | Có tác nghiệp thay ban máy và có thể thay đầu máy đối với tàu hàng. |

## Từ Đồng Hới đến Huế
| Ga         | Cây số  | Địa chỉ                                                 | Ghi chú |
| ---------- | ------- | ------------------------------------------------------- | ------- |
| Lệ Kỳ      | 529,04  | Xã Quảng Ninh, Quảng Trị                                |         |
| Long Đại   | 539,15  | Xã Trường Ninh, Quảng Trị                               |         |
| Mỹ Đức     | 550,89  | Thôn Mỹ Đức, xã Lệ Ninh, Quảng Trị                      |         |
| Phú Hòa    | 558,466 | Xã Trường Phú, Quảng Trị                                |         |
| Mỹ Trạch   | 565,07  | Thôn Mỹ Trạch, xã Tân Mỹ, Quảng Trị                     |         |
| Thượng Lâm | 572,16  | Xã Tân Mỹ, Quảng Trị                                    |         |
| Sa Lung    | 587,68  | Xã Vĩnh Linh, Quảng Trị                                 |         |
| Tiên An    | 598,87  | Thôn Tiên An, xã Vĩnh Thủy, Quảng Trị                   |         |
| Hà Thanh   | 609,64  | Xã Gio Linh, Quảng Trị                                  |         |
| Đông Hà    | 622,181 | Số 2, đường Lê Thánh Tôn, phường Nam Đông Hà, Quảng Trị |         |
| Quảng Trị  | 633,9   | Phường Quảng Trị, Quảng Trị                             |         |
| Diên Sanh  | 642,66  | Xã Diên Sanh, Quảng Trị                                 |         |
| Mỹ Chánh   | 651,67  | Thôn Mỹ Chánh, xã Nam Hải Lăng, Quảng Trị               |         |
| Phò Trạch  | 659,76  | Phường Phong Điền, Huế                                  |         |
| Hiền Sỹ    | 669,76  | Phường Phong Thái, Huế                                  |         |
| Văn Xá     | 678,14  | Phường Hương Trà, Huế                                   |         |
| Huế        | 688,32  | Số 2, đường Bùi Thị Xuân, phường Thuận Hóa, Huế         |         |

## Từ Huế đến Đà Nẵng
| Ga          | Cây số | Địa chỉ                                              | Ghi chú                                                                                             |
| ----------- | ------ | ---------------------------------------------------- | --------------------------------------------------------------------------------------------------- |
| Hương Thủy  | 698,7  | Khối 1, phường Phú Bài, Huế                          | |
| Truồi       | 715,28 | Thôn Đông An, xã Lộc An, Huế                         | |
| Cầu Hai     | 729,4  | Xã Phú Lộc, Huế                                      | |
| Thừa Lưu    | 741,62 | Xã Chân Mây – Lăng Cô, Huế                           | |
| Lăng Cô     | 755,41 | Xã Chân Mây – Lăng Cô, Huế                           | Tác nghiệp ghép máy đẩy tàu hàng số lẻ và cắt máy đẩy tàu số chẵn.                                  |
| Hải Vân Bắc | 760,68 | Xã Chân Mây – Lăng Cô, Huế                           | |
| Hải Vân     | 766,79 | Đèo Hải Vân, Xã Chân Mây – Lăng Cô, Huế              | Nằm trên đỉnh đèo Hải Vân.                                                                          |
| Hải Vân Nam | 771,55 | Số 370, đường Nguyễn Văn Cừ, phường Hải Vân, Đà Nẵng | |
| Kim Liên    | 776,88 | 236/8, đường Nguyễn Văn Cừ, phường Hải Vân, Đà Nẵng  | Tác nghiệp nhận và gửi hàng hóa. Tác nghiệp ghép máy đẩy tàu hàng số chẵn và cắt máy đẩy tàu số lẻ. |
| Đà Nẵng     | 791,4  | Số 791, đường Hải Phòng, phường Thanh Khê, Đà Nẵng   | Tác nghiệp thay ban máy và đầu máy. Từng có tuyến đường sắt Đà Nẵng – Hội An, chuẩn bị được di dời  |

## Từ Đà Nẵng đến Quảng Ngãi
| Ga         | Cây số | Địa chỉ                                                | Ghi chú                                        |
| ---------- | ------ | ------------------------------------------------------ | ---------------------------------------------- |
| Thanh Khê  | 792,7  | Số 783, đường Trần Cao Vân, phường Thanh Khê, Đà Nẵng  |                                                |
| Lệ Trạch   | 804,11 | Phường Hòa Xuân, Đà Nẵng                               |                                                |
| Nông Sơn   | 813,63 | Thôn La Hòa, xã Điện Bàn Tây, Đà Nẵng                  |                                                |
| Trà Kiệu   | 824,77 | Xã Duy Xuyên, Đà Nẵng                                  |                                                |
| Phú Cang   | 841,74 | Thôn Quý Phước, xã Thăng Bình, Đà Nẵng                 |                                                |
| Tam Thành  | 854,95 | Xã Tây Hồ, Đà Nẵng                                     | Đang xây mới. Ga này sẽ thay thế cho ga An Mỹ. |
| An Mỹ      | 857,1  | Xã Tây Hồ, Đà Nẵng                                     | Dự kiến sẽ chuyển về ga Tam Thành.             |
| Tam Kỳ     | 864,67 | Số 002, đường Nguyễn Hoàng, phường Tam Kỳ, Đà Nẵng     |                                                |
| Diêm Phổ   | 879,45 | Xã Tam Anh, Đà Nẵng                                    |                                                |
| Núi Thành  | 890,42 | Xã Núi Thành, Đà Nẵng                                  |                                                |
| Trì Bình   | 901,05 | Xã Bình Sơn, Quảng Ngãi                                |                                                |
| Bình Sơn   | 909,05 | Thôn Long Vinh, xã Bình Sơn, Quảng Ngãi                |                                                |
| Đại Lộc    | 919,52 | Xã Thọ Phong, Quảng Ngãi                               |                                                |
| Quảng Ngãi | 927,93 | Số 01, đường Nguyễn Chánh, phường Nghĩa Lộ, Quảng Ngãi | Tác nghiệp thay ban máy.                       |

## Từ Quảng Ngãi đến Diêu Trì
| Ga           | Cây số   | Địa chỉ                                                  | Ghi chú |
| ------------ | -------- | -------------------------------------------------------- | --- |
| Hòa Vinh Tây | 940,42   | Xã Đình Cương, Quảng Ngãi                                | |
| Mộ Đức       | 948,9    | Xã Mộ Đức, Quảng Ngãi                                    | |
| Thạch Trụ    | 958,7    | Thôn Hiệp An, xã Nguyễn Nghiêm, Quảng Ngãi               | |
| Đức Phổ      | 967,68   | Khối 4, phường Đức Phổ, Quảng Ngãi                       | |
| Thủy Thạch   | 977,1    | Thôn Nga Mân, xã Khánh Cường, thị xã Đức Phổ, Quảng Ngãi | |
| Sa Huỳnh     | 990,82   | Thôn La Vân, phường Sa Huỳnh, Quảng Ngãi                 | |
| Tam Quan     | 1.004,27 | Số 321, Quốc lộ 1, phường Tam Quan, Gia Lai              | |
| Bồng Sơn     | 1.017,10 | Quốc lộ 1, khu phố 1, phường Bồng Sơn, Gia Lai           | |
| Vạn Phú      | 1.032,75 | Thôn Vạn Phú, xã Phù Mỹ:Bắc, Gia Lai                     | |
| Phù Mỹ       | 1.049,36 | Thôn An Lạc Đông, xã Phù Mỹ, Gia Lai                     | |
| Khánh Phước  | 1.060,29 | Quốc lộ 1, xã Hòa Hội, Gia Lai                           | |
| Phù Cát      | 1.070,86 | Đường Phan Bội Châu, xã Phù Cát, Gia Lai                 | |
| Bình Định    | 1.084,61 | Đường Quang Trung, phường Bình Định, Gia Lai             | |
| Diêu Trì     | 1.095,54 | Số 108, đường Nguyễn Văn Trỗi, xã Tuy Phước, Gia Lai     | Có tác nghiệp thay ban máy và có thể thay đầu máy đối với tàu hàng. Bắt đầu tuyến đường sắt Diêu Trì – Quy Nhơn. |

## Từ Diêu Trì đến Nha Trang
| Ga           | Cây số    | Địa chỉ                                              | Ghi chú                                                             |
| ------------ | --------- | ---------------------------------------------------- | ------------------------------------------------------------------- |
| Tân Vinh     | 1.110,80  | Thôn Tân Vinh, xã Canh Vinh, Gia Lai                 |                                                                     |
| Vân Canh     | 1.123,39  | Thôn Thịnh Văn 2, xã Vân Canh, Gia Lai               |                                                                     |
| Phước Lãnh   | 1.139,39  | Thôn Lãnh Vân, xã Xuân Lãnh, Đắk Lắk                 |                                                                     |
| La Hai       | 1.154,37  | Xã Đồng Xuân, Đắk Lắk                                |                                                                     |
| Xuân Sơn Nam | 1.162,2   | Xã Đồng Xuân, Đắk Lắk                                | Đang được triển khai xây mới.                                       |
| Chí Thạnh    | 1.170,391 | Thôn Chí Thạnh, xã Tuy An Bắc, Đắk Lắk               |                                                                     |
| Hòa Đa       | 1.183,90  | Thôn Hòa Đa, xã Tuy An Nam, Đắk Lắk                  |                                                                     |
| Tuy Hòa      | 1.197,52  | Số 149, đường Lê Trung Kiên, phường Tuy Hòa, Đắk Lắk |                                                                     |
| Đông Tác     | 1.202,05  | Đường 3 tháng 2, phường Phú Yên, Đắk Lắk             |                                                                     |
| Phú Hiệp     | 1.210,83  | Khu phố Phú Hiệp, phường Hòa Hiệp, Đắk Lắk           | Dự kiến mở tuyến đường sắt Tuy Hòa – Buôn Ma Thuột trong tương lai. |
| Hảo Sơn      | 1.220,14  | Thôn Hảo Sơn, xã Hòa Xuân, Đắk Lắk                   |                                                                     |
| Đại Lãnh     | 1.232,20  | Xóm 2, thôn Đông Nam, xã Đại Lãnh, Khánh Hòa]]       |                                                                     |
| Tu Bông      | 1.241,90  | Thôn Long Hòa, xã Tu Bông, Khánh Hòa                 |                                                                     |
| Giã          | 1.254,05  | Xã Vạn Ninh, Khánh Hòa                               |                                                                     |
| Hòa Huỳnh    | 1.269,50  | Xã Bắc Ninh Hòa, Khánh Hòa                           |                                                                     |
| Ninh Hòa     | 1.280,56  | Tổ dân phố 3, phường Ninh Hòa, Khánh Hòa             |                                                                     |
| Phong Thạnh  | 1.287,30  | Thôn Phong Thạnh, xã Nam Ninh Hòa, Khánh Hòa         |                                                                     |
| Lương Sơn    | 1.302,98  | Phường Bắc Nha Trang, Khánh Hòa                      |                                                                     |
| Nha Trang    | 1.314,93  | 17 Thái Nguyên, phường Nha Trang, Khánh Hòa          | Có tác nghiệp thay ban máy và có thể thay đầu máy đối với tàu hàng. |

## Từ Nha Trang đến Bình Thuận
| Ga             | Cây số    | Địa chỉ                                    | Ghi chú |
| -------------- | --------- | ------------------------------------------ | --- |
| Cây Cầy        | 1.329,05  | Xã Suối Hiệp, Khánh Hòa                    | |
| Hòa Tân        | 1.340,54  | Xã Suối Dầu, Khánh Hòa                     | |
| Suối Cát       | 1.351,35  | Xã Cam Hiệp, Khánh Hòa                     | |
| Ngã Ba         | 1.363,78  | Phường Ba Ngòi, Khánh Hòa                  | Từng có tuyến đường sắt Ngã Ba - Ba Ngòi nối với cảng Ba Ngòi (nay không còn sử dụng).                                                 |
| Cam Thịnh Đông | 1371,842  | Xã Nam Cam Ranh, Khánh Hòa                 | |
| Kà Rôm         | 1.381,93  | Xã Công Hải, Khánh Hòa                     | |
| Phước Nhơn     | 1.398,06  | Xã Xuân Hải, Khánh Hòa                     | |
| Tháp Chàm      | 1.407,63  | Đường Minh Mạng, phường Đô Vinh, Khánh Hòa | Từng có tuyến đường sắt Tháp Chàm – Đà Lạt (nay đã dừng hoạt động).                                                                    |
| Hòa Trinh      | 1.419,50  | Ấp Văn Lâm, xã Thuận Nam, Khánh Hòa        | |
| Cà Ná          | 1.436,31  | Xã Cà Ná, Khánh Hòa                        | |
| Vĩnh Tân       | 1.446,012 | Xã Vĩnh Hảo, Lâm Đồng                      | |
| Vĩnh Hảo       | 1.454,917 | Xã Vĩnh Hảo, Lâm Đồng                      | |
| Sông Lòng Sông | 1.465,54  | Xã Tuy Phong, Lâm Đồng                     | |
| Phong Phú      | 1.473,231 | Xã Tuy Phong, Lâm Đồng                     | |
| Sông Mao       | 1.484,49  | Xã Hải Ninh, Lâm Đồng                      | |
| Châu Hanh      | 1.493,69  | Xã Hồng Thái, Lâm Đồng                     | |
| Sông Lũy       | 1.506,1   | Xã Sông Lũy, Lâm Đồng                      | |
| Long Thạnh     | 1.522,615 | Xã Hồng Sơn, Lâm Đồng                      | |
| Ma Lâm         | 1.532,845 | Xã Hàm Thuận, Lâm Đồng                     | |
| Hàm Liêm       | 1541,55   | Xã Hàm Liêm, Lâm Đồng                      | |
| Bình Thuận     | 1.551,15  | Xã Hàm Kiệm, Lâm Đồng                      | Bắt đầu tuyến đường sắt Bình Thuận – Phan Thiết. Tác nghiệp thay ban máy và có thể thay đầu máy. Trước đây có tên gọi là Ga Mương Mán. |

## Từ Bình Thuận đến Sài Gòn
| Ga            | Cây số    | Địa chỉ                                                             | Ghi chú |
| ------------- | --------- | ------------------------------------------------------------------- | --- |
| Hàm Cường Tây | 1.559,114 | Xã Hàm Kiệm, Lâm Đồng                                               | |
| Suối Vận      | 1.567,72  | Xã Hàm Kiệm, Lâm Đồng                                               | |
| Sông Phan     | 1.582,86  | Xã Tân Lập, Lâm Đồng                                                | |
| Sông Dinh     | 1.595,93  | Xã Suối Kiết, Lâm Đồng                                              | |
| Suối Kiết     | 1.603,1   | Xã Suối Kiết, Lâm Đồng                                              | |
| Gia Huynh     | 1.613,51  | Xã Suối Kiết, Lâm Đồng                                              | |
| Trản Táo      | 1.619,9   | Xã Xuân Đông, Đồng Nai                                              | |
| Gia Ray       | 1.630,87  | Xã Xuân Lộc, Đồng Nai                                               | |
| Bảo Chánh     | 1.639,83  | Xã Xuân Lộc, Đồng Nai                                               | |
| Long Khánh    | 1.649,36  | Số 23, đường Trần Phú, phường Long Khánh, Đồng Nai                  | |
| Dầu Giây      | 1.661,32  | Xã Dầu Giây, Đồng Nai                                               | |
| Trung Hòa     | 1.669,75  | Xã Hưng Thịnh, Đồng Nai                                             | |
| Trảng Bom     | 1.677,51  | Xã Trảng Bom, Đồng Nai                                              | Sẽ có tuyến đường sắt Trảng Bom - Vũng Tàu trong tương lai |
| Hố Nai        | 1.688,04  | Phường Hố Nai, Đồng Nai                                             | |
| Biên Hòa      | 1.697,48  | Đường Hưng Đạo Vương, phường Trấn Biên, Đồng Nai                    | |
| Dĩ An         | 1.706,71  | Đường Nguyễn An Ninh, phường Dĩ An, Thành phố Hồ Chí Minh           | Có đường nhánh nối với Công ty Xe lửa Dĩ An. Là điểm đầu của tuyến đường sắt Sài Gòn – Lộc Ninh (từng tồn tại trước năm 1970, có kế hoạch xây dựng lại).                                                            |
| Sóng Thần     | 1.710,56  | Đại lộ Độc Lập, phường Dĩ An, Thành phố Hồ Chí Minh                 | Ga hàng hóa lớn phía Nam. |
| Bình Triệu    | 1.718,34  | Kha Vạn Cân, phường Hiệp Bình, Thành phố Hồ Chí Minh                | |
| Gò Vấp        | 1.722,13  | Số 1, đường Lê Lai, phường phường Hạnh Thông, Thành phố Hồ Chí Minh | Từng là một trong hai điểm đầu của tuyến đường sắt Sài Gòn - Lộc Ninh (cái còn lại là ga Dĩ An) |
| Sài Gòn       | 1.726,2   | Số 1 đường Nguyễn Thông, phường Nhiêu Lộc, Thành phố Hồ Chí Minh    | Ga cuối cùng, kết thúc tuyến đường sắt Bắc – Nam, ngày xưa đây là ga Hòa Hưng và ga Sài Gòn gốc nằm ở vị trí công viên 23/9 ngày nay, từ đó tỏa đi các hướng như Đường sắt Sài Gòn - Mỹ Tho và các tỉnh miền trung. |